# Patrice Jeener
Patrice Jeener, né le 31 juillet 1944 à Paris est un graveur, artiste-mathématicien français. Sa spécialité est la gravure au burin sur cuivre de modèles mathématiques et d’œuvres originales.

## Biographie
Il est né le 31 juillet 1944 à Paris. Il a fait ses études secondaires au lycée Janson-de-Sailly. Il y découvre l'univers des courbes mathématiques. Puis à l'École nationale supérieure des beaux-arts, dans l'atelier de gravure, il réalise des gravures figuratives de paysages.
À l'occasion d'une visite au Palais de la découverte, des maquettes de surfaces variées lui donnent l’idée de base de son travail. Il commence à étudier les surfaces, et à les représenter sur des gravures originales.
Ses divers travaux l'amènent à participer aux congrès nationaux de l'Association des professeurs de mathématiques en France et en Angleterre.
Patrice Jeener est installé depuis 1996 en Drôme provençale, dans le village de La Motte-Chalancon, où il a pu installer son atelier de gravure, avec ses plaques et sa presse.
Il y poursuit sa recherche, et a entrepris en gravure un atlas de modèles mathématiques. Il transpose aussi sur toile les formes découvertes qu'il expose régulièrement dans la Drôme.

### Citation
« Le graveur Patrice Jeener considère « pour leur beauté » des surfaces minimales, et ses œuvres résultent des oppositions engendrées par le rapprochement de la représentation rigoureuse de telles surfaces et des réactions subjectives de l'artiste devant la représentation purement mathématique. »

## Œuvres
Patrice Jeener alterne gravure figurative classique, gravure onirique et fantastique, et gravure de formes mathématiques.
Les gravures de Patrice Jeener allient la tradition de la gravure et la modernité du trait, la matérialité du burin à l'immatérialité du calcul numérique. L'imagination de l'artiste est infinie à l'image des formes qu'il créé. Ses gravures transforment quelques surfaces et volumes de l'espace en une allégorie joyeuse de la création divine.
Proche de la nature, Patrice Jeener étend son art à la gravure de paysages figuratifs et, dans une dimension plus philosophique, il aborde des thèmes qui lui sont chers.

## Expositions
- de 1980 à 2009 : Expositions  « Patrice Jeener explore les mathématiques »[4] au Palais de la découverte
- 2015 :
  - Exposition « Rencontres mathématiques » à l'École polytechnique[1]
  - Exposition  au musée Arthur Batut de Labruguière
- 2016 : Exposition « Patrice Jeener, artiste graveur »[5] à l'Institut Henri-Poincaré
- 2018 : Exposition du mardi 22 mai au vendredi 22 juin, à la B. U. Sciences-Pharmacie, Parc de Grandmont 37200 TOURS[6].

Il a également exposé dans de nombreuses universités d'Europe.

## Ouvrages
- 1986: "Espaces gravés" - ACL Éditions
- 2010: "Mathematics and Modern Art : Procceding of the First ESMA Conference", éditeur Claude Bruter[7]
- 2018: "Patrice Jeener, graveur mathématique", ACL-Les Éditions du Kangourou & Association "Nuit Des Maths"[8]

## Film
Patrice Jeener est le sujet d'un film documentaire produit en 2016 par l'Institut Henri-Poincaré et réalisé par Quentin Lazzarotto.